# Unité urbaine de Marans
L'unité urbaine de Marans est une unité urbaine française constituée par la commune de Marans, petite ville fluviale arrosée par la Sèvre niortaise, située dans le nord de la Charente-Maritime.

## Données générales
En 2010, l'INSEE a procédé à une redéfinition des zonages des unités urbaines de la France; celle de Marans est demeurée inchangée et forme donc une ville isolée selon la nomenclature de l'Insee qui lui a donné le code 17119. 
En 2007, avec 4 655 habitants, elle constitue la 13e unité urbaine de Charente-Maritime et appartient à la catégorie des unités urbaines de 2 000 à 4 999 habitants.
Sa densité de population qui s'élève à 56 hab/km2 est peu élevée en raison de l'importance de la superficie de sa commune qui avec 82,49 km2 est la plus étendue de la Charente-Maritime. C'est d'ailleurs l'unité urbaine la moins densément peuplée de la Charente-Maritime et dont la densité de population est inférieure à celle du département qui est de 88 hab/km2 en 2007.

## Délimitation de l'unité urbaine de 2010
Unité urbaine de Marans dans la délimitation de 2010 et population municipale de 2007
| Commune urbaine | Superficie | Population | Densité de population | Statut       |
| --------------- | ---------- | ---------- | --------------------- | ------------ |
| Marans          | 82,49 km2  | 4 655 hab. | 56 hab/km2            | Ville isolée |

## Sources et références
1. ↑  Composition de l'unité urbaine de Marans en 2010 - Source : Insee